# FZ Original Recordings; Steve Vai Archives, Vol. 2
FZ Original Recordings; Steve Vai Archives, Vol. 2 é um álbum do guitarrista virtuoso estadunidense Steve Vai.
O álbum foi lançado juntamente com o box The Secret Jewel Box (volume 3), em 11 de dezembro de 2001, e não é vendido separadamente. Neste álbum encontram-se músicas que fazem parte da discografia original do Frank Zappa, e que contaram com o Vai como guitarrista.

## Faixas
Todas as músicas foram escritas por Frank Zappa.
| N.º | Título                                                                                       | Duração |  |
| 1.  | "Tell Me You Love Me"                                                                        | 2:07    |  |
| 2.  | "Theme From 3rd Movement Of Sinister Footwear"                                               | 3:31    |  |
| 3.  | "Jumbo Go Away"                                                                              | 3:43    |  |
| 4.  | "Drowning Witch"                                                                             | 12:03   |  |
| 5.  | "Envelopes"                                                                                  | 2:46    |  |
| 6.  | "Teen-Age Prostitute"                                                                        | 2:40    |  |
| 7.  | "The Jazz Discharge Party Hats"                                                              | 4:28    |  |
| 8.  | "Ya Hozna"                                                                                   | 6:26    |  |
| 9.  | "Alien Orifice"                                                                              | 4:12    |  |
| 10. | "Approximate" (Gravado ao vivo em Pistoia-Itália, em 1992)                                   | 1:49    |  |
| 11. | "I'm A Beautiful Guy"                                                                        | 1:56    |  |
| 12. | "Beauty Knows No Pain"                                                                       | 3:01    |  |
| 13. | "What's New In Baltimore?"                                                                   | 5:04    |  |
| 14. | "Moggio" (Gravado ao vivo em 1982, European tour)                                            | 2:29    |  |
| 15. | "RDNZL" (Gravado ao vivo em 1982, European tour)                                             | 7:59    |  |
| 16. | "Magic Fingers" (Gravado ao vivo em 11/12/80, Santa Monica Civic Auditorium Santa Monica CA) | 2:21    |  |
| 17. | "Strictly Genteel" (Gravado ao vivo em 31/10/81, The Palladium, New York NY)                 | 7:08    |  |

### Discografia original das músicas
- Faixa 1 de Tinsel Town Rebellion (1981).
- Faixas 2, 3, 11, 12 de You Are What You Is (1981).
- Faixas 4, 5, 6 de Ship Arriving Too Late to Save a Drowning Witch (1982).
- Faixa 7 de The Man from Utopia (1983).
- Faixa 8 de Them or Us (1983).
- Faixas 9, 13 de Frank Zappa Meets the Mothers of Prevention (1985).
- Faixa 10 de You Can't Do That on Stage Anymore, Vol. 4 (1991).
- Faixas 14, 15 de You Can't Do That on Stage Anymore, Vol. 5 (1992).
- Faixa 16, 17 de You Can't Do That on Stage Anymore, Vol. 6 (1992).